# Rehmiodothis indica
Rehmiodothis indica är en svampart som beskrevs av Narendra & V.G. Rao 1976. Rehmiodothis indica ingår i släktet Rehmiodothis och familjen Phyllachoraceae.   Inga underarter finns listade i Catalogue of Life.